# Francisco León
Francisco León è un comune del Messico, situato nello stato di Chiapas. Nel suo territorio si trova il vulcano El Chichón, che eruttò violentemente nel 1982.